# Dansk Fodgænger Forbund
Dansk Fodgænger Forbund (DFF), en interesseorganisation hvis hovedformål er at skabe større færdselssikkerhed, fremkommelighed, tryghed og komfort for fodgængere.

## Indsatsområder
- Parkering og standsning skal forbydes på fortove

- Hække skal klippes og skæres tilbage til skel

- Færdselspolitiet skal være synligt i lokalområdet

- Byggematerialer på fortovet skal være afmærket med kommunens tilladelse

- Butiksskilte må ikke anbringes på fortovet til gene for fodgængerne

- Varer må ikke udstilles på fortovet til gene for fodgængerne

- Cyklister og knallerter skal ikke køre på fortovet

- Bilister skal overholde deres vigepligt

## Ekstern henvisning
Dansk Fodgænger Forbunds hjemmeside